# Mina de l'Arquebisbe
La Mina de l'Arquebisbe és una obra hidràulica de Tarragona protegida com a Bé Cultural d'Interès Local.

## Descripció
D'aquest aqüeducte, que ja no duu aigua, encara hi queden trenta-un arcs de maons i pedra, encara que n'hauria de tindre més. Està tallat per la carretera nova de la circumval·lació.
Segons el mapa de l'I.G.C., posat al dia el 1964 i publicat el 1968, aquest aqüeducte és Romà.

## Història
L'aqüeducte salvava el torrent per arribar a la ciutat. Portava les aigües des de Puigpelat, amb un recorregut que encara avui es fa servir en bona part.